# Ichneumon discretus
Ichneumon discretus är en stekelart som beskrevs av Gmelin 1790. Ichneumon discretus ingår i släktet Ichneumon och familjen brokparasitsteklar. Inga underarter finns listade i Catalogue of Life.